# Clapperton Ridge
Der Clapperton Ridge ist ein Gebirgskamm im westantarktischen Queen Elizabeth Land. In der Patuxent Range der Pensacola Mountains erstreckt er sich in den Thomas Hills. Er ist der nördliche zweier parallel verlaufender Gebirgskämme zwischen dem Martin Peak und Mount Warnke. Der andere ist der Sugden Ridge.
Das UK Antarctic Place-Names Committee benannte ihn 2010. Namensgeber ist der britische Geomorphologe Chalmers Clapperton (* 1938) von der University of Aberdeen, der sich von den 1970er bis zu den 1980erer Jahren mit den subantarktischen Inseln und der Antarktischen Halbinsel befasst hatte.